# 1923 في مصر
فيما يلي قوائم الأحداث التي وقعت خلال عام 1923 في مصر.

## أفلام
من الأفلام التي صدرت هذه السنة في مصر:
- 1 يناير – برسوم يبحث عن وظيفة

## مواليد

### يناير
- 1 يناير – حكمت أبو زيد
- 1 يناير – محمد حسين يعقوب

### فبراير
- 3 فبراير – صلاح منصور مخرج أفلام مصري.

### مارس
- 22 مارس – أحمد عصمت عبد المجيد دبلوماسي مصري.

### مايو
- 30 مايو – كمال أمين فنان مصري.

### أغسطس
- 3 أغسطس – شنودة الثالث
- 8 أغسطس – لطيفة الزيات ناشطة مصرية.

### سبتمبر
- 23 سبتمبر – محمد حسنين هيكل صحفي مصري.

### نوفمبر
- 8 نوفمبر – الأميرة فايزة بنت فؤاد الأول

## وفيات

### أغسطس
- 5 أغسطس – أحمد كمال باشا (مواليد 1851)

### سبتمبر
- 15 سبتمبر – سيد درويش (مواليد 1892) موسيقي مصري.